# 阿爾維特橋

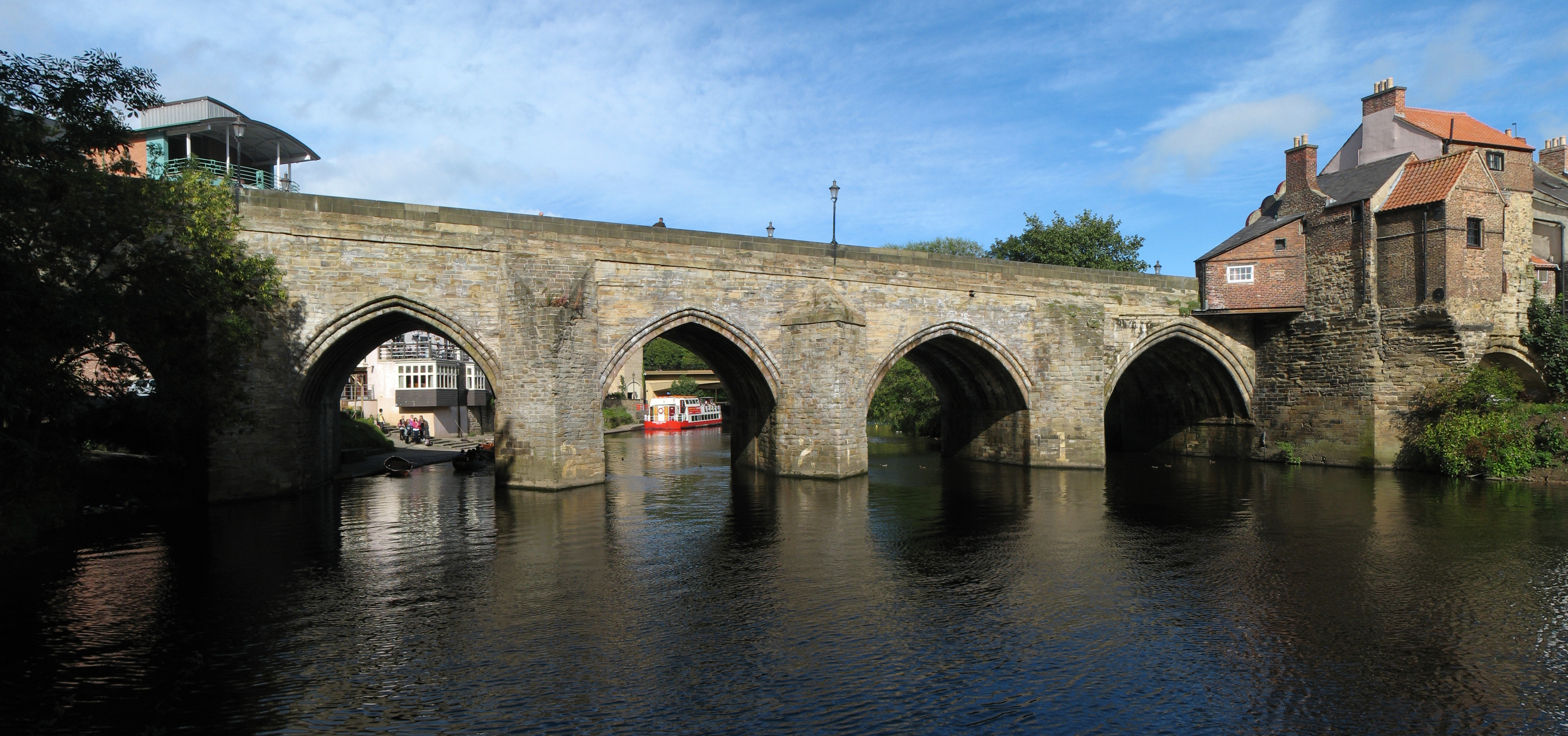
阿爾維特橋

阿爾維特橋（Elvet Bridge）是英國英格蘭東北部杜倫郡城市杜倫的一座建於中世紀的橋樑，橫跨於威爾河上。這座橋樑連接了杜倫市中心的半島地區和阿爾維特地區，是英國的I級登錄建築。阿爾維特橋於1160年開始修建。洪水在歷史上多次衝毀這座橋樑，但都得到重建。